# ماریو باتالی
ماریو باتالی (انگلیسی: Mario Batali؛ زادهٔ ۱۹ سپتامبر ۱۹۶۰) یک سرآشپز، رستوران‌دار، نویسنده، و چهره رسانه‌ای اهل ایالات متحده آمریکا است. او در زمینه تاریخ آشپزی ایتالیایی تخصص دارد و تخصص او شامل شیوه‌های منطقه‌ای و محلی نیز می‌شود. رستوران‌های مختلفی در شهرهای نیویورک، لاس وگاس، لس آنجلس، سنگاپور، هنگ کنگ و وستپورت در مالکیت مشترک او هستند.